# Norrbotten NEO
Norrbotten NEO är en svensk kammarmusikensemble bildad 2007 som spelar nutida konstmusik.  Ensemblens är en del av Norrbottensmusiken och dess hemmascen är Studio Acusticum i Piteå. NEO har ett nära samarbete med samtida tonsättare och beställer kontinuerligt nya verk. Repertoaren omfattar verk av bland andra Henrik Strindberg och Per Mårtensson. Ensemblen erhåller kulturbidrag från Statens Kulturråd, Norrbottens läns landsting samt Luleå- och Piteå kommuner.

## Medlemmar
- Brusk Zanganeh – violin
- Kim Hellgren – viola
- Elemér Lavotha – cello
- Sara Hammarström – flöjt
- Robert Ek – klarinett
- Mårten Landström – piano
- Daniel Saur – slagverk

## Tidigare Medlemmar
Kim Hellgren